# 外埔漁港
外埔漁港，位於苗栗縣後龍鎮海埔里，屬於第二類漁港，為苗栗縣具規模之漁港；以快艇一支釣的形式聞名，目前政府積極推動當地觀光事業，陸續各項設施建設後，轉型為觀光休閒漁港。外埔漁港附近的外埔里海岸，保存了台灣島上僅剩的兩座石滬，石滬是一種圍起的石頭，利用潮差將魚群留困石滬裡的漁撈方式；最多曾存有21座，至今僅剩“合歡”與“母乃”兩座。主要於近沿海經營小型拖網，流刺網及其他雜漁業。漁獲物有鰆、烏魚、花枝、白姑魚、大甲鰺、肉魚、午仔、鯛、鯧、鰤類等；近年來因游釣漁業興起，從事一支釣漁業亦日益增多，加上魚礁區之設置，漁民釣獲黑鯛、鮸魚、杜氏鰤(紅甘鰺)、星雞魚(石鱸、黃雞魚)等高級魚類日益增多下，整建了釣獲活魚蓄養設施。

## 沿革

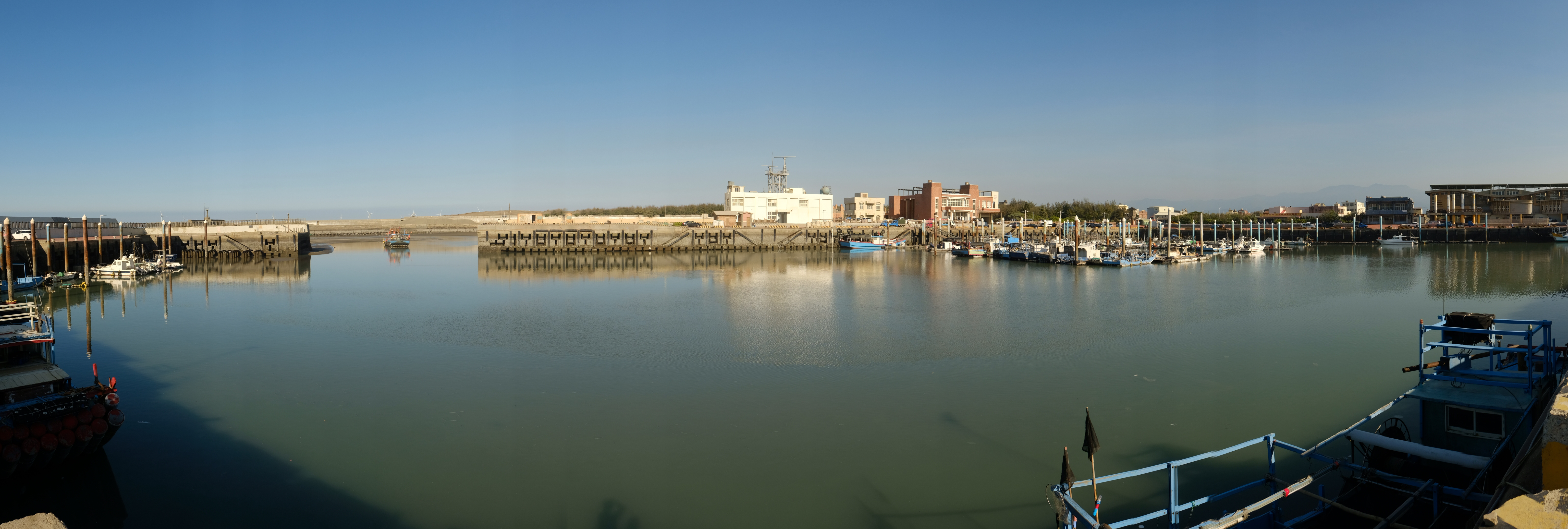
外埔漁港

- 1975年 政府為改善漁民生活，積極補助興建漁港及船澳，最初建港計畫因受經費限制僅能以半候潮港為目標，工程共分五年。
- 1979年 為期早日舒解該縣缺乏漁港之苦，8月1日提前啟用已完成之部份設施。
- 1980年 6月底正式完成。
- 1984年 因初步設計為半候潮港方式，較大型漁船需候潮進港，影響漁港功能甚鉅，因此列為『台灣地區第一期漁港建設方案』中。
- 1987年 完成『台灣地區第一期漁港建設方案』。
- 1988年 實施『台灣地區第二期漁港建設方案』，改建深水碼頭延建南堤與防風定砂設施，並浚深航道。
- 1994年 完成『台灣地區第二期漁港建設方案』。
- 2001年 縣府以該港為據點，推展『藍色公路』計劃，完成硬體設施與多用途景觀漁具倉庫建設。